# Oncospermatinae
Oncospermatinae es una subtribu de plantas con flores perteneciente a la familia de las palmeras (Arecaceae). Contiene los siguientes géneros.

## Géneros
Según GRIN
- Acanthophoenix H. Wendl.
- Deckenia H. Wendl. ex Seem.
- Keppleria Meisn. = Oncosperma Blume
- Oncosperma Blume
- Tectiphiala H. E. Moore

Según Wikispecies
- Acanthophoenix -
- Deckenia -
- Nephrosperma -
- Oncosperma -
- Phoenicophorium -
- Roscheria -
- Tectiphiala -
- Verschaffeltia